# Les Cartes perdues de Christophe Colomb
Pour les articles homonymes, voir Christophe Colomb (homonymie).

Les Cartes perdues de Christophe Colomb (ou La Découverte de l'Amérique selon les traductions) est une histoire en bande dessinée de Keno Don Rosa, publiée le 17 octobre 1995. Elle met en scène les personnages de Donald Duck et ses neveux Riri, Fifi et Loulou au cours d'une chasse aux quatre coins du monde.

## Synopsis
Durant une semaine de pêche au large de Terre-Neuve en compagnie de son cousin Gontran, Donald retrouve un ancien ennemi alors que Gontran découvre un casque viking en or. Aidé de ses neveux, Donald va tout faire pour empêcher l’Amérique du Nord de tomber en la possession de bandits.

## Fiche technique
- Histoire n°D 94144
- Éditeur : Egmont (Danemark)
- Titre de première publication : Columbuskortene (danois); Columbuskartene (norvégien).
- Titre en anglais : The Lost Charts Of Colombus.
- Titre en français : La Découverte de l’Amérique, puis Les Cartes perdues de Christophe Colomb.
- 24 planches
- Auteur et dessinateur : Keno Don Rosa.
- Première publication : Anders And & Co. (Danemark) et Donald Duck & Co (Norvège), la semaine du 17 octobre 1995.
- Première publication aux États-Unis : Donald Duck Adventures (Gladstone) n°43, 1997.
- Première publication en France : Picsou Magazine n°306, 1997.